# Свети Йоан Предтеча (манастир в Метеора)
Вижте пояснителната страница за други значения на Свети Йоан Предтеча.
„Свети Йоан Предтеча“ (на гръцки: Μονή Αγίου Ιωάννη Προδρόμου) е бивш православен манастир на Метеора, Гърция. Днес от него са останали руини.